# Ulisses Garcia
Ulisses Alexandre Garcia Lopes (* 11. Januar 1996 in Almada, Portugal) ist ein Schweizer Fussballspieler, der zudem auch die portugiesische Staatsbürgerschaft besitzt. Der linke Aussenverteidiger steht seit 2024 beim französischen Erstligisten Olympique Marseille unter Vertrag und ist Schweizer Nationalspieler.

## Karriere

### Vereine
Garcia, als Sohn kapverdischer Eltern in Portugal geboren, wuchs in Genf auf. 2011 wechselte er in die Jugendmannschaft des Grasshopper Club Zürich und absolvierte am 18. Mai 2014 sein Profidebüt in der Super League gegen den FC Sion. Das Spiel endete mit einem 3:1-Sieg für die Grasshoppers, wobei er die volle Spielzeit absolvierte.
Zur Saison 2015/16 wechselte Garcia zum deutschen Bundesligisten Werder Bremen. Er unterschrieb einen Dreijahresvertrag.
Am 5. Januar 2018 lieh ihn der Verein an den Zweitligisten 1. FC Nürnberg aus. Mit dem 1. FC Nürnberg wurde er Vizemeister der 2. Bundesliga 2018 und stieg somit in die Bundesliga auf.
Zur Saison 2018/19 wechselte Garcia zum BSC Young Boys in die Super League, wo er einen Vierjahresvertrag unterzeichnete. Im Oktober 2021 wurde sein Vertrag vorzeitig um weitere zwei Jahre bis Sommer 2024 verlängert. Mit der Mannschaft wurde er 2019, 2020, 2021 sowie 2023 insgesamt vier Mal Schweizer Meister sowie 2020 und 2023 zudem auch Cupsieger. Nach fünfeinhalb Jahren verliess er die Berner im Januar 2024 und wechselte gegen Zahlung einer Ablösesumme zum französischen Erstligisten Olympique Marseille.

### Nationalmannschaft
Am 1. September 2021 gab er beim Testspiel gegen Griechenland (2:1-Sieg) sein Debüt in der Schweizer A-Nationalmannschaft, als er für Silvan Widmer eingewechselt wurde. Danach kam er zu Einsätzen auch in den WM-Qualifikationsspielen gegen Italien am 5. September 2021 (0:0), gegen Litauen am 12. Oktober 2021 (4:0-Sieg) und gegen Italien am 12. November 2021 (1:1), wo er jeweils für Ricardo Rodriguez eingewechselt wurde.
In den WM-Qualifikationsspielen gegen Nordirland am 8. September 2021 (0:0) und 9. Oktober 2021 (2:0-Sieg) sowie gegen Bulgarien am 15. November 2021 (4:0-Sieg) war er Ersatzspieler, wurde aber nicht eingesetzt.
In den darauf folgenden Testspielen sowie den Spielen der UEFA Nations League, der WM-Endrunde und der EM-Qualifikation stand er nicht mehr im Kader der Nationalmannschaft.

## Titel und Erfolge
- Schweizer Meister (4×): 2019, 2020, 2021, 2023 (mit dem BSC Young Boys)
- Schweizer Cupsieger (2×): 2020, 2023 (mit dem BSC Young Boys)